# Spiromyces aspiralis
Spiromyces aspiralis är en svampart som beskrevs av Benny & R.K. Benj. 1998. Spiromyces aspiralis ingår i släktet Spiromyces och familjen Kickxellaceae.   Inga underarter finns listade i Catalogue of Life.